# فيليب ماكغراث
فيليب ماكغراث (بالإنجليزية: Phillip McGrath)‏ هو لاعب كرة قدم بريطاني في مركز الوسط، ولد في 7 أبريل 1992 في Banbridge ‏ في المملكة المتحدة. شارك مع منتخب أيرلندا الشمالية تحت 17 سنة لكرة القدم. أما مع النوادي، فقد لعب مع أولدهام أثلتيك ونادي اتحاد مانشستر.

## وصلات خارجية
- فيليب ماكغراث على موقع قاعدة بيانات كرة القدم.إي يو (الإنجليزية)
- فيليب ماكغراث على موقع Soccerbase.com (لاعب) (الإنجليزية)